# Miomir Matulović
Miomir Matulović, hrvaški pravnik, pedagog, * 1957, Reka.
Miomir Matulović je predavatelj na Pravni fakulteti na Reki. Od leta 2003 je tudi dekan fakultete.